# Autobús

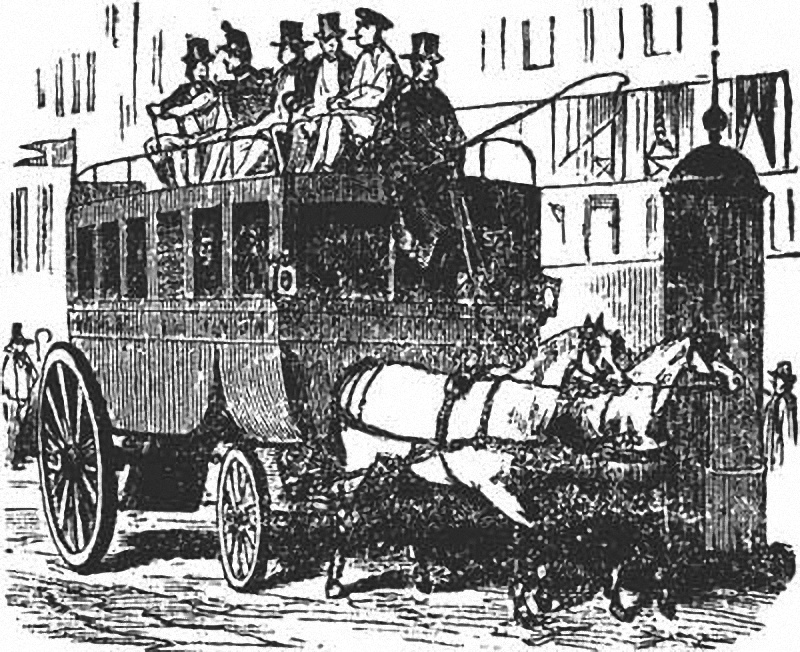
Parisenc Omnibus, a finals del segle XIX

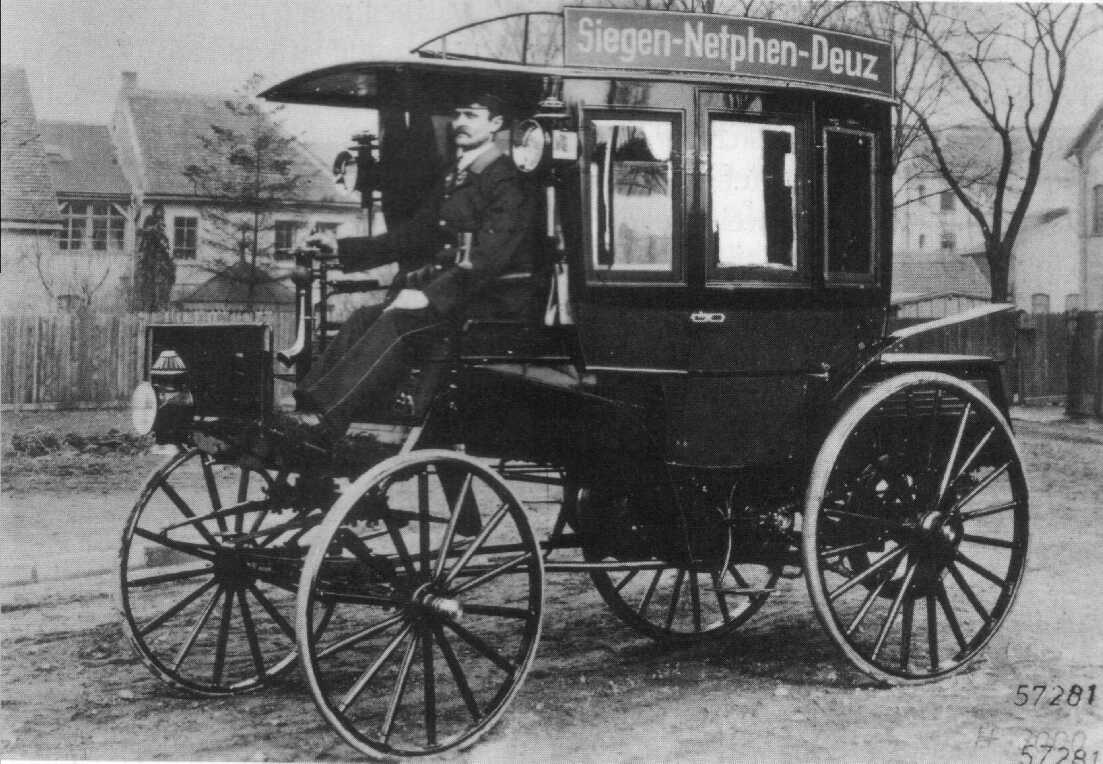
Benz-Omnibus, 1896

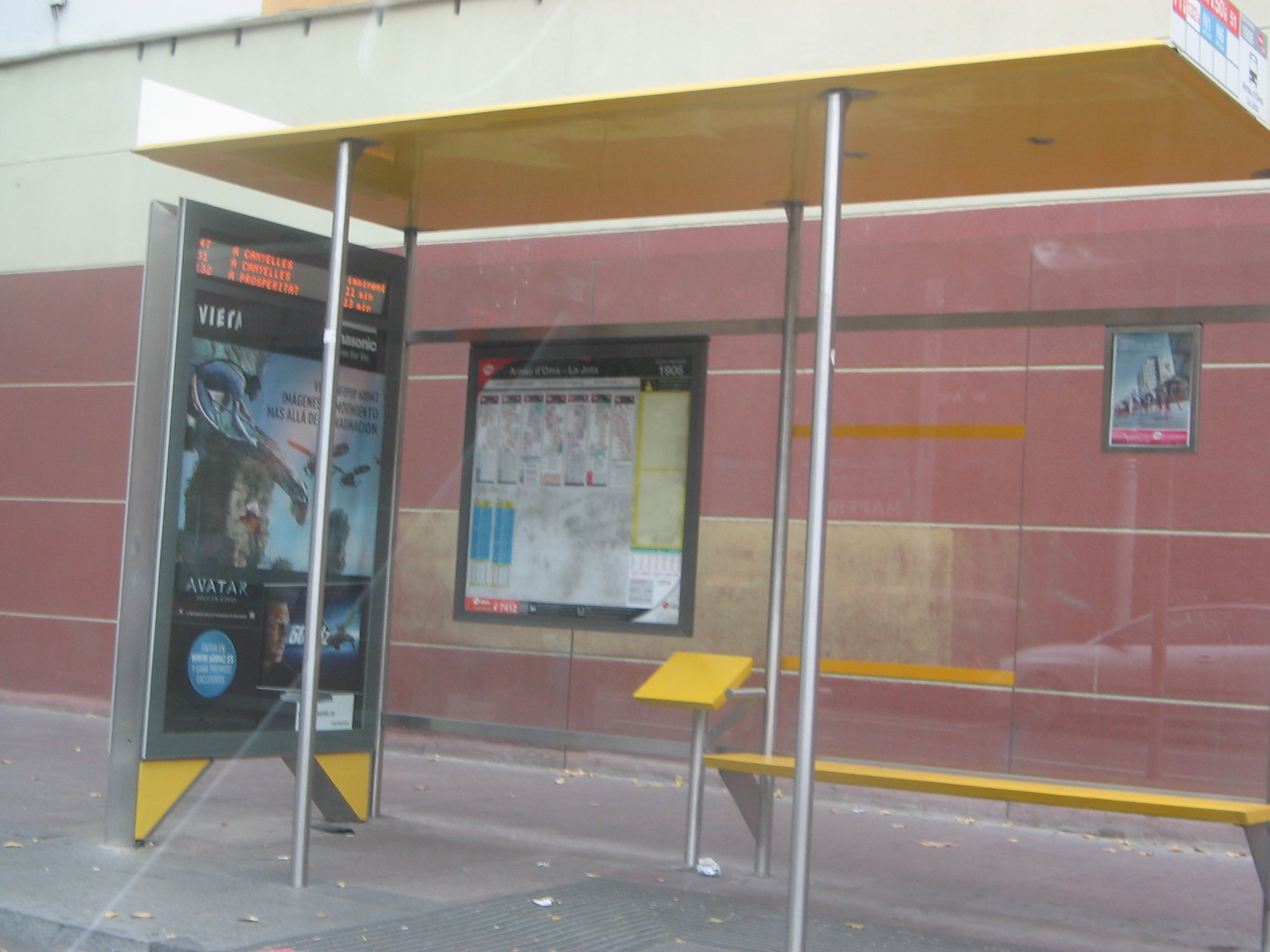
Parada d'autobús a Barcelona.

L'autobús o bus és un vehicle terrestre llarg dissenyat i destinat per al transport col·lectiu de persones, per a portar nombrosos passatgers a més del conductor i de vegades del revisor o un cobrador de bitllets. El mot és una versió neològica del llatí omnibus, que significava "per a tothom".

## Història

### Història primerenca
El 1662 Blaise Pascal inventa un sistema de bus tirat per cavalls amb ruta regular, horari i tarifes a París; va ser força popular fins que es van augmentar les tarifes i l'accés al servei es va restringir als membres de l'alta societat per reglament i llei. Els serveis van cessar després de 15 anys i no es van conèixer més serveis d'aquest tipus fins a la dècada de 1820.
L'Omnibus, va ser el primer sistema de transport públic organitzat, va aparèixer per primera vegada a Nantes, França, el 1826. Quan Stanislas Baudry, un oficial retirat de l'exèrcit qui havia construït uns banys públics a la vora de la ciutat, en un curt recorregut en línia recta entre la ciutat i els banys. El servei començava a l'espai de Comerç, a fora de la botiga de barrets de M. Omnès, que mostrava el lema de Omnès Omnibus ("Omnès per a tots") en el rètol del negoci.

### Autobusos de vapor

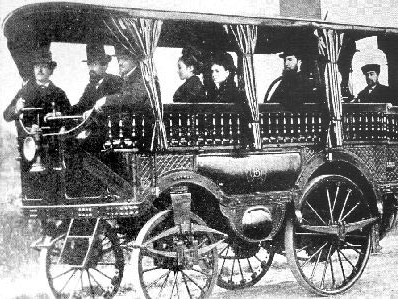
L'Obéissante (1875) d'Amédée Bollée

Els serveis regulars d'autobusos interurbans mitjançant autobusos de vapor van ser pioners a Anglaterra a la dècada de 1830 per Walter Hancock i associats de Sir Goldsworthy Gurney, entre d'altres, que feien servir serveis fiables en condicions de carreteres que eren massa perilloses per al transport tirat per cavalls.
El primer òmnibus de tracció mecànica va aparèixer als carrers de Londres el 22 d'abril de 1833. Els carruatges de vapor eren molt menys propensos a bolcar, viatjaven més ràpid que els carruatges tirats per cavalls, eren molt més econòmics de conduir i causaven molt menys danys a la superfície de la carretera a causa dels seus pneumàtics amples.
No obstant això, els pesats peatges de carreteres imposats pels trusts de peatges van desanimar els vehicles de vapor per carretera i van deixar el camí lliure a les companyies d'autobusos a cavall, i a partir de 1861, la dura legislació va eliminar pràcticament els vehicles de tracció mecànica de les carreteres de Gran Bretanya durant 30 anys, la Locomotive Act 1861 que imposava límits de velocitat restrictius a les "locomotores de carretera" de 5 mph (8.0 km/h) a les ciutats i 10 mph (16 km/h) al país.

### Troleibús

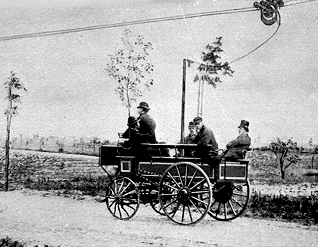
El primer troleibús del món, Berlín 1882

Paral·lelament al desenvolupament de l'autobús va ser la invenció del troleibús elèctric, normalment alimentat a través de trols per cables aeris. Els germans Siemens, William a Anglaterra i Ernst Werner a Alemanya, van col·laborar en el desenvolupament del concepte de troleibús. Sir William va proposar la idea per primera vegada en un article a la Journal of the Society of Arts el 1881 com un "... arranjament pel qual un òmnibus ordinari... tindria uns tirants llançats a intervals d'un costat a l'altre del carrer, i dos cables penjats d'aquests tirants; permetent que els rodets de contacte circulin per aquests dos cables, el corrent es podria transportar al vagó del tramvia i de nou a la màquina de dinamo a l'estació, sense necessitat de funcionar sobre rails".
El primer vehicle d'aquest tipus, l'Electromote, va ser fabricat pel seu germà Ernst Werner von Siemens i presentat al públic el 1882 a Halensee, Alemanya. Tot i que aquest vehicle experimental complia tots els criteris tècnics d'un troleibús típic, es va desmuntar el mateix any després de la demostració.
Max Schiemann va obrir un troleibús per a passatgers el 1901 prop de Dresden, a Alemanya. Tot i que aquest sistema va funcionar només fins al 1904, Schiemann havia desenvolupat el que ara és el sistema estàndard de recollida de corrent del troleibús. En els primers dies, es van utilitzar alguns altres mètodes de recollida actual. Leeds i Bradford es van convertir en les primeres ciutats a posar en servei troleibusos a Gran Bretanya el 20 de juny de 1911.

### Autobusos a motor
Durant el segle xix, paral·lelament a l'evolució del ferrocarril van sorgir els tramvies, que van dominar el transport públic urbà fins després de la Segona Guerra Mundial.
A Siegerland, Alemanya, dues línies d'autobús de passatgers van funcionar breument, però sense rendibilitat, el 1895 utilitzant un vagó de motor de sis passatgers desenvolupat a partir del Benz Viktoria de 1893. Una altra línia d'autobús comercial que utilitzava el mateix model d'omnibusos Benz va funcionar durant un curt període el 1898 a la zona rural al voltant de Llandudno, Gal·les.
La Daimler Motors Corporation alemanya també va produir un dels primers models d'autobús de motor el 1898, venent un autobús de dos pisos a la Motor Traction Company que es va utilitzar per primera vegada als carrers de Londres el 23 d'abril de 1898. El vehicle tenia una velocitat màxima de 18 km/h i tenia capacitat per a 20 passatgers, en una zona tancada a sota i en una plataforma a l'aire lliure a dalt. Amb l'èxit i la popularitat d'aquest autobús, DMG va ampliar la producció, venent més autobusos a empreses de Londres i, el 1899, a Estocolm i Speyer. Daimler Motors Corporation també es va associar amb l'empresa britànica Milnes i va desenvolupar un nou de dos pisos el 1902 que es va convertir en l'estàndard del mercat.
A les primeres dècades del segle XX els autobusos van començar a ser competitius amb els tramvies en llocs on la poca demanda no justificava l'extensió de les vies i a partir de mitjans de segle, amb la generalització del vehicle privat, els autobusos van acabar desplaçant els tramvies i troleibusos perquè suposaven un obstacle menor al trànsit.
El primer model d'autobús produït en sèrie va ser el B-type autobús de dos pisos, dissenyat per Frank Searle i operat pel London General Omnibus Company: va entrar en servei el 1910 i gairebé 3.000 se n'havien construït a finals de la dècada. Centenars d'ells van veure el servei militar al Front Occidental durant la Primera Guerra Mundial.
La Yellow Coach Manufacturing Company, que ràpidament es va convertir en un important fabricant d'autobusos als EUA, va ser fundada a Chicago el 1923 per John D. Hertz. General Motors va comprar una participació majoritària el 1925 i va canviar el seu nom a Yellow Truck and Coach Manufacturing Company. GM va comprar el saldo de les accions el 1943 per formar la GM Truck and Coach Division.
Al segle xx, els models es van expandir i, des de la dècada de 1950, es va generalitzar la forma contemporània reconeixible dels autobusos de mida completa.. L'AEC Routemaster, desenvolupat a la dècada de 1950, va ser un disseny pioner i encara avui és una icona de Londres. El disseny innovador va utilitzar alumini lleuger i tècniques desenvolupades en la producció d'avions durant la Segona Guerra Mundial. A més d'un nou disseny integral per estalviar pes, també va introduir per primera vegada en un autobús de suspensió davantera independent, direcció assistida, una caixa de canvis automàtica i frens hidràulics.

## Classes de serveis d'autobusos
Els autobusos són una part intrínseca de la vida quotidiana, i tenen un paper fonamental en l'estructura social de molts països. Molts sistemes de transport públics urbans depenen del servei d'autobusos.
El servei d'autobusos pot disposar de diverses amples classes. Els autobusos de trànsit locals ofereixen un servei de trànsit públic dins d'una ciutat, normalment són viatges de només uns quants quilòmetres. Els interurbans, interprovincials o interestatals proporcionen un trànsit de bus entre ciutats i àrees rurals. Aquestes línies d'autobús tenen un trajecte normalment de desenes o centenars de quilòmetres de distància. Generalment aquests últims ofereixen menys parades d'autobús que no les línies d'autobusos locals. El servei d'autobusos interurbans s'ha convertit en una connexió de viatge molt important a les ciutats més petites o a poblacions sense servei ferroviari ni aeroports.

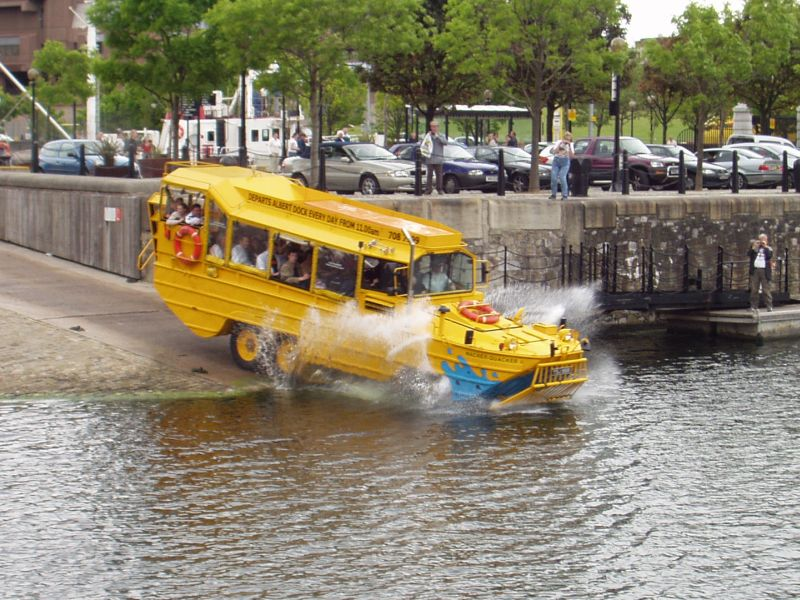
Els Duck Tours, a la ciutat de Liverpool

El servei d'autobusos llançadora proporciona trànsit directe entre dues destinacions, sense cap o gairebé cap parada intermèdia, com ara de l'aeroport fins a la ciutat. El servei d'autobusos llançadora sol ser utilitzat per escoles, aeroports, àrees de compra i empreses.
El servei turístic d'autobusos el formen autobusos que recorren tots els llocs notables o turístics de la ciutat o poble. En aquest tipus de serveis d'autobusos existeix la figura d'un guia que simplement descriu els llocs que es veuen des de l'autobús. També hi ha altres autobusos turístics que paren a cada punt d'interès, que normalment són molt més llargs de durada i recorregut. Hi ha alguns serveis d'autobusos turístics que fins i tot són decorats com si fossin tramvies, normalment per atreure turistes. Un fenomen similar són els serveis d'autobusos anomenats Duck Tours (Visites Ànec), que consisteix a utilitzar els DUKW (pronunciat en angles duck, ànec) que són vehicles amfibis convertits en autobusos vaixells o creuers per propòsits turístics. Actualment als Països Catalans no existeix aquest tipus de servei, només a ciutats com Londres o Liverpool.
El servei escolar d'autobusos proporciona trànsit des de l'escola a casa o a la parada d'autobús escolar més propera de l'estudiant, i viceversa. Algunes escoles privades utilitzen autobusos escolars només per a viatges de camp o esdeveniments esportius.

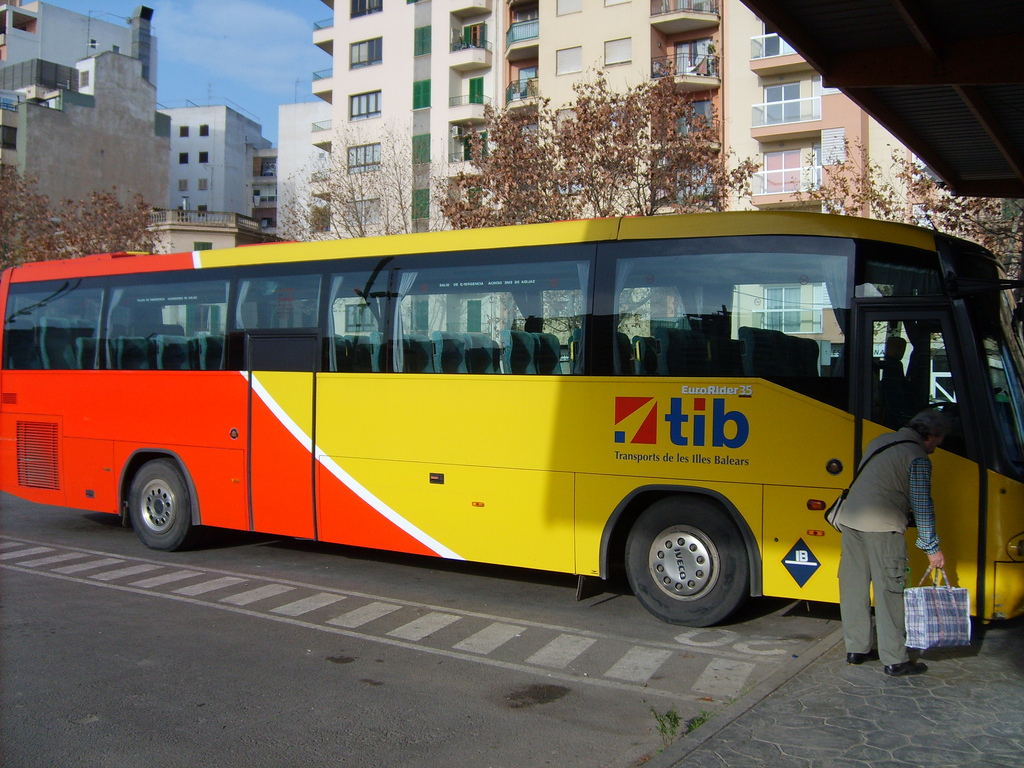
Autobús públic de les Illes Balears

El servei nocturn d'autobusos opera només de nit. Moltes ciutats tenen aquest servei, sigui complementant o substituint el servei d'autobusos diürn ordinari o el servei de ferrocarril, pel manteniment o a causa de l'escassetat de viatgers a la nit. Vegeu, per exemple, el servei d'autobusos nocturns a l'Àmbit metropolità de Barcelona.

## Variants d'autobusos
Existeixen diferents tipus d'autobusos com per a petites distàncies com per a llargues, autobusos diaris com autobusos especials amb fins específics. Els autobusos de dos pisos, els autobusos guiats, els autobusos articulats o els autobusos extra llargs articulats s'utilitzen normalment en rutes urbanes amb gran càrregues de passatges.

### Autobusos de ciutat
Els autobusos de viatjants (anomenat també autobús de trànsit local o autobús de ciutat) normalment té dos eixos, dues portes (un al front, i una al mig). Aquest tipus d'autobús permet haver-hi una intensitat de trànsit interna eficaç. Els seients són fixes i limitats, deixant espai per als passatgers de curta durada els quals es queden dempeus en l'espai d'espera que està a l'entrada de l'autobús. Aquest tipus d'autobús no té necessitat d'un compartiment d'equipatge, molts tenen un disseny d'un terra baixa i amb una porta d'entrada i una de sortida.

### Autobús escolar

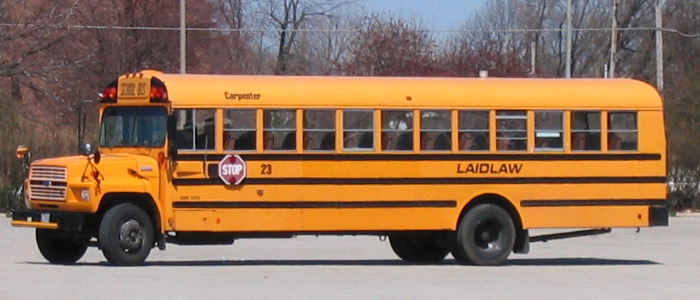
Autobús escolar.

L'autobús escolar són similars, encara que sovint tenen només una porta d'entrada i sortida, sense espai d'espera, que en lloc d'ella hi ha més seients. També es caracteritzen per ser autobusos d'un sol nivell, i amb dos rengleres de seients de dos per fila i renglera.

### Autobús adaptat
Els autobusos amb rampa són aquells autobusos que disposen d'una rampa d'accessibilitat en l'entrada de l'autobús, d'aquesta manera una persona que va amb cadira de rodes pugui tenir accés i pugui embarcar a l'autobús. Aquests autobusos la rampa s'eleva automàticament i que permet que l'invàlid embarqui sense problemes en aconseguir que la plataforma tingui l'alçada de l'entrada de l'autobús.

### Autobusos elèctrics
El troleibús i altres busos elèctrics són similars en aparença i funcionen com autobusos per viatgers, però són alimentats per un motor elèctric en lloc d'un motor de combustió interna. Poden tenir pila d'hidrògen.